# Neodythemis arnoulti
Neodythemis arnoulti – gatunek ważki z rodziny ważkowatych (Libellulidae). Endemit Madagaskaru; znany tylko z jednego okazu – samca odłowionego w 1954 roku w południowo-wschodniej części wyspy, na terenie obecnego Parku Narodowego Andohahela.